# Laemonema modestum
Laemonema modestum är en fiskart som först beskrevs av Franz, 1910.  Laemonema modestum ingår i släktet Laemonema och familjen Moridae. Inga underarter finns listade i Catalogue of Life.